# باشگاه فوتبال آریانا
باشگاه فوتبال آریانا کابل دومین تیم قدیمی فوتبال در افغانستان است. این باشگاه در سال ۱۹۴۱ تأسیس شد.
اولین تیم ملی فوتبال افغانستان در واقع کل تیم آریانا بود. این تیم در مسابقات فوتبال استقلال افغانستان شرکت کرد که در ماه اوت ۱۹۴۱ در کابل برگزار شد. این تیم دو بازی انجام داد: باخت ۳–۱ مقابل هند و تساوی ۰–۰ با ایران.
این باشگاه موفق‌ترین باشگاه فوتبال در افغانستان است که لیگ قهرمانی کابل را به صورت متوالی از سال ۱۹۴۶ تا ۱۹۵۵ برده‌است.

## دستاوردها

### لیگ برتر کابل
- قهرمان: ۱۹۴۶، ۱۹۴۷، ۱۹۴۸، ۱۹۴۹، ۱۹۵۰، ۱۹۵۱، ۱۹۵۲، ۱۹۵۳، ۱۹۵۴، ۱۹۵۵[۲]